# Paul Heine
Paul Heine war ein Unternehmen zum Vertrieb von Buchdruckereiartikeln, insbesondere von Ansichts- und Kunstpostkarten aus eigener Herstellung, das in Dresden seinen Firmensitz hatte.

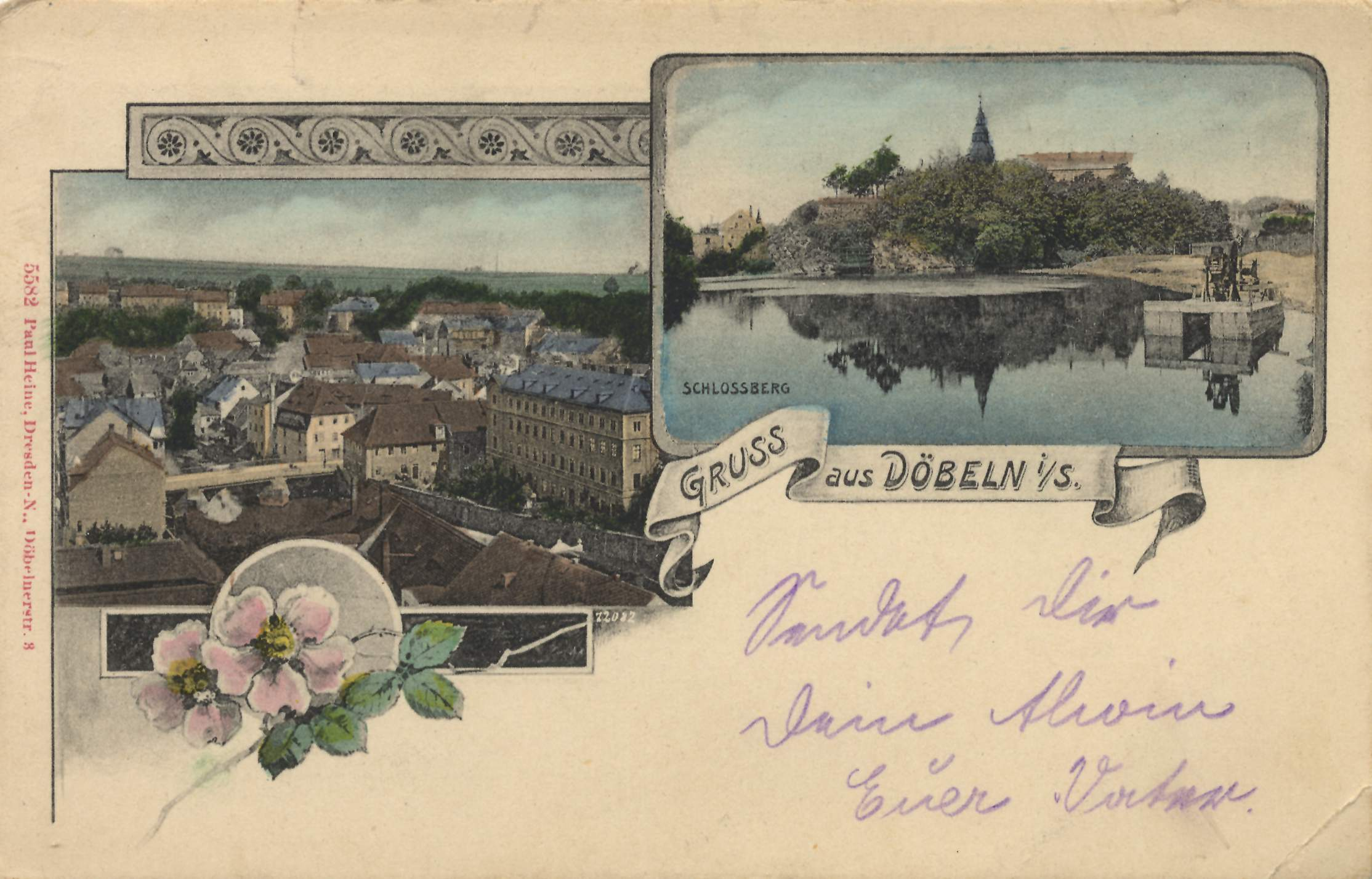
Ansichtskarte von Döbeln aus dem Verlag Paul Heine

## Geschichte
Die Geschichte dieses Unternehmens ist wenig erforscht. Der Gründer und Besitzer der Firma war Paul Heine, der den Ansichtskartenverlag wahrscheinlich von Alfred Koch in Dresden-Blasewitz übernommen und spätestens seit dem Jahre 1900 betrieben hatte.
Der Verlag Paul Heine handelte nicht nur mit Ansichtskarten aus Dresden und Umgebung, sondern auch aus dem Erzgebirge und anderen Teilen Sachsens.